# می مینور
می مینور (انگلیسی: E minor) با مخفف Em، یک گام مینور بر پایهٔ نت می است.

## تعریف
گام می مینور بر سه نوع مینور تئوریک (طبیعی)، مینور هارمونیک و مینور ملودیک استوار است و گام بزرگ نسبی آن، سل ماژور است و علامت سرکلیدآن فا دیز است.
- گام می مینور طبیعی به ترتیب نت عبارتند از: می، فا دیز، سل، لا، سی، دو، ر.

- در گام می مینور هماهنگ (یا می مینور هارمونیک)، نت «ر» نیم پرده کروماتیک به بالا تغییر می‌کند:

- در صورتی که درجات ششم و هفتم در حالت بالارونده نیم پرده کروماتیک به بالا تغییر کند و در حالت پایین‌رونده به حالت اصلی خود برگردد، می مینور نغمگی (یا می مینور ملودیک) است.

## آثار در می مینور
- سمفونی شماره ۴ (برامس)
- سمفونی شماره ۹ (دورژاک)
- کنسرتو ویولن (مندلسون)
- کوارتت زهی شماره ۱ (اسمتانا)
- شهرزاد (کورساکف)
- رقص شوالیه (سرگئی پروکفیف)